# Moshe Kahn

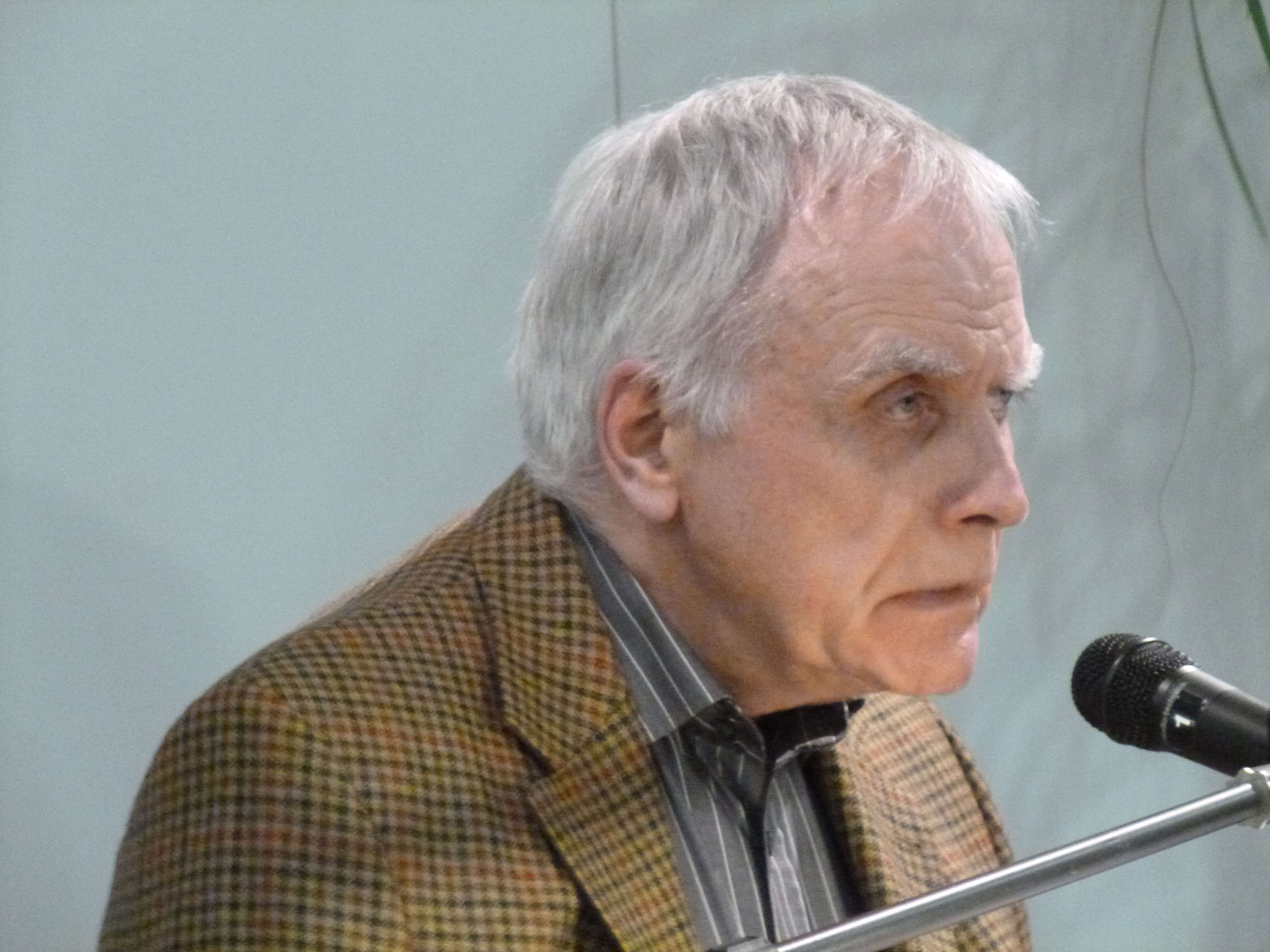

Moshe Kahn (Düsseldorf, 1942) is een Duits literair vertaler die uit het Engels, het Frans en vooral het Italiaans vertaalt. Hij is wereldwijd de eerste vertaler van het Italiaanse meesterwerk Horcynus Orca van de Italiaanse schrijver Stefano DʼArrigo (1919-1992).

## Leven en werk
Moshe Kahn werd geboren in Duitsland in een joods gezin geboren. Omdat in die tijd de nazi's aan de macht waren, vluchtten zijn ouders met hem naar Zwitserland. Hij studeerde rabbijnse theologie, filosofie en oude oosterse talen en promoveerde in de laatste discipline. Voordat hij als literair vertaler begon te werken, was hij regieassistent in de Duitse Opera in Düsseldorf, later bij de Italiaanse regisseur Luchino Visconti. Ook was hij een tijdje lector Duits en Hebreeuws in Rome en Catania.
Zijn carrière als vertaler begon in 1976 met de vertaling van gedichten van Paul Celan samen met Marcella Bagnasco. Later begon hij Italiaanse literatuur in het Duits te vertalen.

## Vertaling van de Horcynus Orca
De Horcynus Orca uit 1975 van Stefano D'Arrigo is een van de belangrijkste werken van de Italiaanse hedendaagse literatuur, maar gold lange tijd als 'onvertaalbaar'. D'Arrigo gebruikt in zijn boek zeer levendige landschapsbeschrijvingen en voor zijn boek gebruikte hij veel lokale Siciliaanse dialectwoorden en nieuwe, zelf uitgevonden woorden. Kahn kende D'Arrigo persoonlijk en kreeg voor zijn vertaling hulp van D'Arrigokenner Stefano Lanuzza voor moeilijke passages. In 2014 was de vertaling klaar. Met zijn vertaling won Moshe Kahn de achtste 'Deutsch-Italienischer Übersetzerpreis'  en werd hij genomineerd voor de vertalersprijs van de Leipziger Buchmesse.

## Vertaalde auteurs
Kahn vertaalde onder andere werken van Andrea Camilleri, Beppe Fenoglio, David Foenkinos, Federigo Tozzi, Giorgio Celli, Luigi Malerba, Mario Fortunato, Martin Page, Oriana Fallaci, Paul Celan, Paul Steinberg, Pier Paolo Pasolini, Primo Levi, Roberto Calasso, Roberto Pazzi, Stefano Benni, en Stefano DʼArrigo.
- Gemeinsame Normdatei: 116023937
- International Standard Name Identifier: 0000 0001 3946 9680
- Library of Congress Control Number: n90608627
- Nationale Bibliotheek van Letland: 000211273
- Nederlandse Thesaurus van Auteursnamen: 074046357
- Système universitaire de documentation: 135187435
- Virtual International Authority File: 165510993
- WorldCat: E39PBJvxwv4pmjgpPdXmtjQKBP